# Schaleika

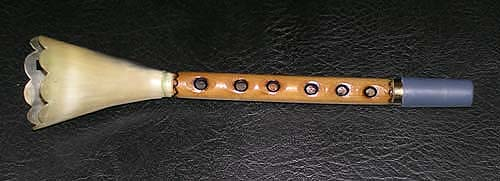
Schaleika

Schaleika

Schaleika (russisch Жалейка, žalejka, englische Umschriften zhaleika, zhaleyka, jaleika) ist eine Hornpfeife, die ursprünglich von Hirten gespielt wurde und heute in der russischen Volksmusik verwendet wird. Ihr durchdringender, leicht schnarrender Ton wird von einem Einfachrohrblatt erzeugt, das fest mit dem Korpus verbunden ist (idioglottes Rohr). Das Schallrohr aus Schilfrohr, Weide oder Holunder ist 10–20 cm lang. An seinem unteren Ende ist ein Schalltrichter aus Kuhhorn oder Birkenrinde angebracht. Das Schallrohr hat drei bis sieben Grifflöcher. Die Stimmung ist diatonisch im Umfang bis zu einer Oktave. Die schalejka wird nicht überblasen.
Im südlichen Russland werden auch doppelte schaleika verwendet, bei denen zwei, wie bei einer Doppelflöte verbundene Schallrohre in einen Horntrichter münden. Sie werden einzeln oder gemeinsam angeblasen. Das melodieführende Rohr hat mehr Grifflöcher als das begleitende.
Die Bezeichnung žalejka ist literarisch zuerst bei A. A. Tuchov (1778–1812) belegt. Frühere Formen des Instruments sind aber hinter anderen Bezeichnungen, wie zum Beispiel dem „kleinen Hirtenhorn“, zu vermuten. Neben žalejka wird žalomejka verwendet. Russische Etymologen bringen das mit altkirchenslawisch žalnik, „Grab“, in Verbindung und deuten den Namen des Instruments als Hinweis auf seine Verwendung bei Beerdigungszeremonien. Wahrscheinlicher dürfte sich žalomejka, žalejka jedoch vom französischen chalumeau herleiten. Dazu passt auch das Erscheinen dieser Bezeichnung im Laufe des 18. Jahrhunderts.
In der Gegend von Twer werden die Instrumente ganz aus dem Material einer Weidenart hergestellt, die dort brediny (russisch бредины) genannt wird. Daher soll die ebenfalls für die schaleika gebräuchliche Bezeichnung briolka (брёлка) stammen. Als Brjolka bezeichnete V. V. Andrejev auch ein Schalmeieninstrument mit Doppelrohrblatt und Klappen, das er um 1900 in sein Volksensemble integrierte. Andere Bezeichnungen der schaleika sind sopjel (сопель), pischtschelka (пищелка), fletnja (флетня) und duda (дуда, auch dudka), wie in mehreren slawischen Sprachen ansonsten Sackpfeifen oder Flöten heißen.

## Diskografie
- Sigrai, Vanya. Folk instrumental music and its vocal counterpart in the southern, western and central regions of Russia. (Aufnahmen von 1968 und 1989 in Moskau, Begleittext: Vyacheslav Shchurov) PAN Records, 1991, Titel 1–6